# خلايا بيرسيستر
خلايا بيرسيستر أو الخلايا المستمرة هي مجموعات من الخلايا التي تقاوم التدخلات الدوائية، وتصبح قادرة على تحمل مضادات الميكروبات عن طريق التحول إلى حالة السكون أو الخمول. لا تنقسم الخلايا المسمرة في حالة السبات. ويختلف التحمل الموضح في الخلايا المستمرة عن مقاومة مضادات الميكروبات في أن التحمل غير موروث ويمكن عكسه أي أنه لا ينتقل من خلية إلى أخرى عن طريق النقل الجيني. عندما يتوقف العلاج، يمكن عكس حالة السكون ويمكن للخلايا أن تنشط وتتكاثر. معظم الخلايا المثبطة هي بكتيرية، وهناك أيضًا خلايا فطرية مسمترة،  وخلايا خميرة مثابرة، وخلايا سرطانية مقاومة لعقاقير السرطان.

## التاريخ
يعود التعرف على الخلايا البكتيرية المثابرة إلى عام 1944 عندما كان جوزيف بيغر، الطبيب الأيرلندي الذي يعمل في إنجلترا، يختبر البنسلين المكتشف مؤخرًا. حيث يستخدم البنسلين بشكل أكبر لتكسير محلول به بكتيريا ثم زراعة المحلول المعالج بالبنسلين وسط لزراعة البكتيريا. تمكنت مستعمرات البكتيريا من النمو بعد التعرض للمضادات الحيوية. كانت الملاحظة المهمة التي أبدتها شركة Bigger هي أنه يمكن القضاء على هذه المجموعة الجديدة تقريبًا عن طريق استخدام البنسلين باستثناء عدد قليل من السكان المتبقيين. ومن ثم فإن الكائنات الحية المتبقية لم تكن طفرات مقاومة للمضادات الحيوية بل كانت عبارة عن مجموعة سكانية فرعية مما أسماه «الخلايا المستمرة». في الأونة الأخيرة أصبح تكوين الخلايا المستمرة قبل استخدام أي من المضادات الحيوية ظاهرة شائعة ومعروفة في الوسط العلمى  أو حتى خلايا ذات استجابة مختلفة للمضادات الحيوية.

## العلاقة بينها وبين العدوى المزمنة
يتم تحقيق تحمل مضادات الميكروبات عن طريق مجموعة فرعية صغيرة من الخلايا الميكروبية تسمى خلايا مستمرة. الخلايا المستمرة ليست خلايا ذات طفرات جينية، لكنها خلايا نائمة يمكنها البقاء على قيد الحياة حتى باستعمال مضادات الميكروبات التي تقضي بشكل فعال على عددها الأكبر بكثير من الخلايا المجاورة لها حيث تدخل خلايا Persister في حالة فسيولوجية غير متنامية أو بطيئة النمو للغاية مما يجعلها متسامحة (غير حساسة أو مقاومة للحرارة) لمضادات الميكروبات. عندما يتعذر على الجهاز المناعي القضاء على هذه الميكروبات الممرضة المستمرة، فإنها تصبح حافظة للجينات المقاومة يتطور منه تكرار العدوى.  لوحظ أن هذه البكتيريا غير النامية تستمر أثناء الإصابة بعدوى السلمونيلا. وكما ذكر سابقاً أصبحت الخلايا المسمترة السبب الرئيسي للانتكاس والالتهابات المزمنة.
لقد ثبت أن نوع بكتيريا اللسيتيريا أو كما يطلق عليها بالإنجليزية Listeria monocytogenes، العامل المسبب الرئيسي لمرض الليستريات، يظل مستمراً أثناء الإصابة في خلايا الكبد وخلايا الأرومة الغاذية حتى مع أخذ المضادات الحيوية اللازمة. لاحظ أنه يمكن أن يتغير نمط الحياة النشط المعتاد ويمكن للبكتيريا أن تبقى في فجوات داخل الخلايا تدخل في حالة بطيئة غير متنامية من الثبات وبالتالي تعزيز بقائها على قيد الحياة من المضادات الحيوية.
تعد الخلايا المستمرة الفطرية سببًا شائعًا للعدوى المتكررة بسبب المبيضات البيضاء، وهي عدوى ذات غشاء حيوي شائعة.

## الأهمية الطبية
يشكل تحمل المضادات الحيوية تحديات مهمة من الناحية الطبية. إنه مسؤول إلى حد كبير عن عدم القدرة على القضاء على الالتهابات البكتيرية بالعلاج بالمضادات الحيوية. تتميز خلايا Persister بدرجة عالية من القدرة على تكوين الأغشية الحيوية، مما يجعل علاج الأمراض المرتبطة بالأغشية الحيوية أمرًا صعبًا. ومن الأمثلة على ذلك الالتهابات المزمنة للأجهزة الطبية المزروعة مثل القسطرة والمفاصل الاصطناعية والتهابات المسالك البولية والتهابات الأذن الوسطى وأمراض الرئة القاتلة.

## المقاومة مقابل التحمل
على عكس مقاومة الأدوية المتعددة ومقاومة مضادات الميكروبات، فإن تحمل مضادات الميكروبات عابر وليس وراثيًا. الخلايا المستمرة المقاومة للمضادات الحيوية ليست طفرات مقاومة للمضادات الحيوية وإنما ظروف من التكيف تكون بها الخلايا. تحدث المقاومة بسبب الصفات الوراثية المكتسبة حديثًا (عن طريق الطفرة أو النقل الأفقي للجينات) والتي يمكن توريثها وتمنحها القدرة على النمو في حين يكون تركيزات المضادات الحيوية مرتفعه. في المقابل، تمتلك البكتيريا المستمرة نفس الحد الأدنى من التركيز المثبط (MIC) مثل البكتيريا الحساسة للمضادات الحيوية،  وتختلف في مدة العلاج التي يمكنها البقاء على قيد الحياة بدون أي تفاعل حيوي. يمكن أن يحدث تحمل المضادات الحيوية بسبب حالة فسيولوجية قابلة للإنعكاس في مجموعة سكانية فرعية صغيرة من الخلايا المتماثلة جينيًا،  مماثلة لنوع خلية متمايزة. إنه يمكّن هذه المجموعة الصغيرة من البكتيريا من النجاة من القضاء التام عليها عن طريق استخدام المضادات الحيوية. تستأنف الخلايا الدائمة النمو عند إزالة المضاد الحيوي، وتكون نسلها حساسة للمضادات الحيوية.

## الآليات الجزيئية
الآليات الجزيئية التي تكمن وراء تكوين الخلايا المستمرة، وتحمل مضادات الميكروبات غير معروفة إلى حد كبير. يُعتقد أن الخلايا المستمرة تنشأ تلقائيًا في مجموعة ميكروبية متنامية عن طريق تبديل الجيني العشوائي  على الرغم من وصف الآليات المحفزة لتشكيل الخلايا المستمرة. على سبيل المثال، تم ربط أنظمة مضادات السموم،  وعدد من استجابات الإجهاد المختلفة مثل استجابة SOS،  واستجابة إجهاد الغلاف،  واستجابة الجوع أيضًا بتكوين الخلايا المستمرة في الأغشية الحيوية. نظرًا لطبيعتها العابرة ووفرتها المنخفضة نسبيًا، من الصعب عزل الخلايا المستمرة بأعداد كافية للدراسة التجربيه، ولم يتم تحديد سوى عدد قليل من الجينات ذات الصلة حتى الآن. أفضل عامل مستمر هو جين بكتيريا الإشريكية القولونيه والتى تحتوى على جين يسمى الجين المثابر، والذي يُختصر عادة باسم hipA.
على الرغم من أن التحمل يعتبر على نطاق واسع حالة سلبية، إلا أن هناك أدلة تشير إلى أنه يمكن أن يكون عملية تعتمد على الطاقة. يمكن لخلايا بيرسيستر الموجودة في الإشريكية القولونية أن تنقل المضادات الحيوية المتراكمة داخل الخلايا باستخدام طاقة تتطلب مضخة تدفق تسمى تولك TolC.
كما تم إثبات وجود مجموعة فرعية مستمرة في الخميرة الناشئة Saccharomyces cerevisiae. يتم تشغيل مثبطات الخميرة في مجموعة فرعية صغيرة من الخلايا التي تنمو بشكل مضاعف غير مضطرب عن طريق تلف الحمض النووي الذي يحدث تلقائيًا، مما يؤدي إلى تنشيط الاستجابة العامة للضغط والحماية من مجموعة من الأدوية القاسية وبيئات الإجهاد. نتيجة لتلف الحمض النووي، يتم إثراء مثبطات الخميرة أيضًا للطفرات الجينية العشوائية التي حدثت قبل الإجهاد، ولا علاقة لها ببقاء الإجهاد.
استجابةً لمضادات الفطريات، تنشط الخلايا المثبطة للفطريات مسارات الاستجابة للضغط، ويتراكم جزيئين يقيان من الإجهاد - الجليكوجين والتريهالوز بكميات كبيرة.

## العلاج المحتمل
أظهرت دراسة أن إضافة مستقلبات معينة إلى الأمينوغليكوزيدات يمكن أن تمكن من القضاء على المثبطات البكتيرية. أجريت هذه الدراسة على عدد من الأنواع البكتيرية منها إشريكية قولونية والمكورة عنقودية ذهبية.
العلاج بالعاثيات، عند الاقتضاء، يتجاوز تمامًا قدرة الخلايا المستمرة على تحمل المضادات الحيوية.

## روابط خارجية
- "Persister cells and mode of action of HipA". مؤرشف من الأصل في 2010-03-28.